# حلوى مكرون
حلوى المَكَرُون أو المَعْكَرون أو ماكارون (بالفرنسية والإنجليزية: Macaron) هي نوع من الحلويات الفرنسية، تتميز حلوى المَكَرون بشكلها اللذي يجلب الشهية وألوانها وأنواعها المختلفة وهي مشهورة في فرنسا.

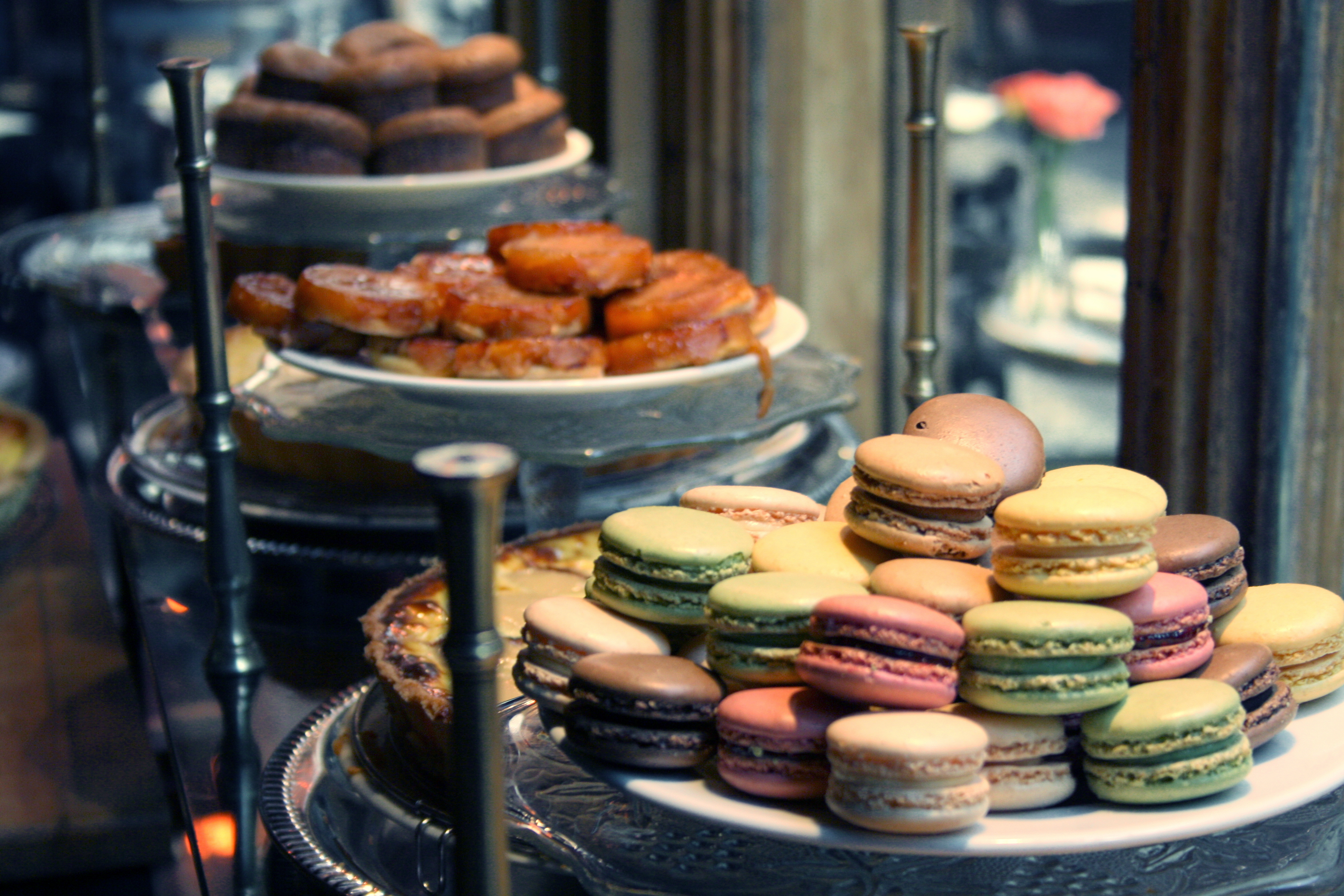
ماكارون في باريس

## طرق تحضير المَكَرون الأزرق بالشوكولاتة
المقادير
- ذرة.
- 1/4 كوب سكر.
- رشة ملح.
- 1/2 م/ص فانيلا أو 1 كوب سكر بودرة.
- 2 حبة كبيرة بياض بيض.
- 3/4 كوب لوز مطحون بنكهة اللوز.
- قطرة من ملون الطعام الأزرق

للحشوة:
- 1 كوب شوكلاته نسبة الكاكاو فيها 70%.
- نصف كوب كريمة.
- 1 م/ك زبدة.

طريقة التحضير
- يسخن الفرن على حرارة 150 درجة.
- ينخل السكر البودرة مع اللوز المطحون.
- يخفق بياض البيض مع رشة الملح، السكر والفانيلا وملون الطعام لمدة دقيقتين ثم تقلل السرعة ويضاف خليط اللوز مع استمرار التقليب حتى تتجانس المكونات جيدًا.
- يوضع المزيج بالكيس الخاص بالحلويات.
- يسكب القليل من المزيج على ورقة الخبز على شكل دوائر صغيرة ثم تبلل الأصابع بالقليل من الماء ثم يضغط على كل واحدة قليلا حتى يتساوى سطحها.
- تدخل الفرن لمدة 10 دقائق ثم تخفض حرارة الفرن وتترك لمدة 3 دقائق أخرى.
- تخرج الصينية من الفرن وتترك لتبرد تمامًا.

لتحضير الحشوة:
- تسخن الكريمة على النار حتى تبدأ في الغليان ثم تصب فوق قطع الشوكلاتة وتقلب جيدًا.
- تضاف ملعقة الزبدة ويترك المزيج ليبرد ثم يوضع في الكيس الخاص بالحلويات.
- توضع كمية قليلة من الشوكولاتة فوق كل حبة ماكرون وتقفل بواحدة أخرى.

## النكهات المشتركة

المَكَرون اللوز [3]
المَكَرون التوت
المَكَرون الكرمل
المَكَرون الشوكولاته
المَكَرون جوز الهند
المَكَرون بالعسل
المَكَرون الليمون
المَكَرون البرتقال
المَكَرون الفلفل
المَكَرون الفستق
المَكَرون روز
المَكَرون الفانيليا